# 東条藩
東条藩（とうじょうはん）は、江戸時代初期の安房国に存在した藩。藩庁は長狭郡東条村（現在の千葉県鴨川市東町）に置かれた。譜代大名の西郷家が3代約70年にわたって治めた。

## 歴史
江戸時代初頭、安房一国は戦国大名に起源を持つ館山藩里見家が治めていたが、慶長19年（1614年）に改易処分を受けた。江戸幕府は安房国の再検地を元和4年（1618年）に終え、以後は安房国を大身旗本や小大名に配分する。
元和6年（1620年）9月、下総国生実で5000石を知行していた旗本西郷正員は、安房国で5000石の加増を受けて1万石の大名となり、東条に陣屋を構えて東条藩を立藩した。東条藩は、館山藩改易以後はじめて安房国に藩庁を置いて成立した藩である。なお、正員は館山藩改易に際して、城地の収公の任を担った一人であった。藩領は朝夷郡19ヵ村6894石、長狭郡4ヵ村3106石の計1万石。
正員は寛永15年（1638年）11月14日に死去し、跡を子の延員が継いだ。延員は名君で、領民にも慕われていたと言われているが、後継には恵まれなかった。元禄3年（1690年）12月25日、家督を養嗣子の寿員に譲って隠居したが、間もなく幕府から不行状を理由に蟄居処分となった。
徳川綱吉の側近として仕えていた寿員は、元禄5年（1692年）2月7日、下野国上田に移封され（下野上田藩）、東条藩は廃藩となった。
なお、下野上田藩も間もなく所領半減の処分を受けて廃藩となっており、寿員は5000石の交代寄合として生涯を閉じている。

## 歴代藩主
西郷家
譜代 1万石
1. 正員（まさかず） 若狭守。清員の孫。
2. 延員（のぶかず） 正員の嫡子。
3. 寿員（ひさかず） 延員の養嗣子。大村純長の五男。